# Raphael Finckenstein
Raphael Finckenstein, född den 10 november 1828 i Breslau, död där den 31 juli 1874, var en tysk läkare.
Finckenstein studerade 1846–1850 vid hemstadens universitet, blev därefter läkare i samma stad och efter habilitationen 1854 privatdocent i medicinens historia och geografi samt epidemiologi. Han publicerade inom dessa områden Die Volkskrankheiten, nebst einer Anleitung, wie man sich bei ihnen zu verhalten hat: für die Gebildeten aller Stände (1857) och De furoribus epidemicis (1858) samt ett stort antal uppsatser i tidskrifter, särskilt Deutsche Klinik. Hans sista vetenskapliga verk är Zur Geschichte der Syphilis, die ältesten spanischen Nachrichten über diese Krankheit und das Gedicht des Francesco Lopez de Villalobos vom Jahre 1498 (1870). 
Själv en diktarbegåvning utgav han boken Dichter und Ärzte. Ein Beitrag zur Geschichte der Litteratur und zur Geschichte der Medizin (1863) och visade 1870 genom sin på de flesta tyska scener uppförda enaktare Bei Saarbrücken sitt patriotiska sinnelag. Hans omfattande språkkunskaper gjorde det möjligt för honom att läsa medicinsk litteratur från stora delar av världen och offentliggöra recensioner och referat av denna.